# Bokeh

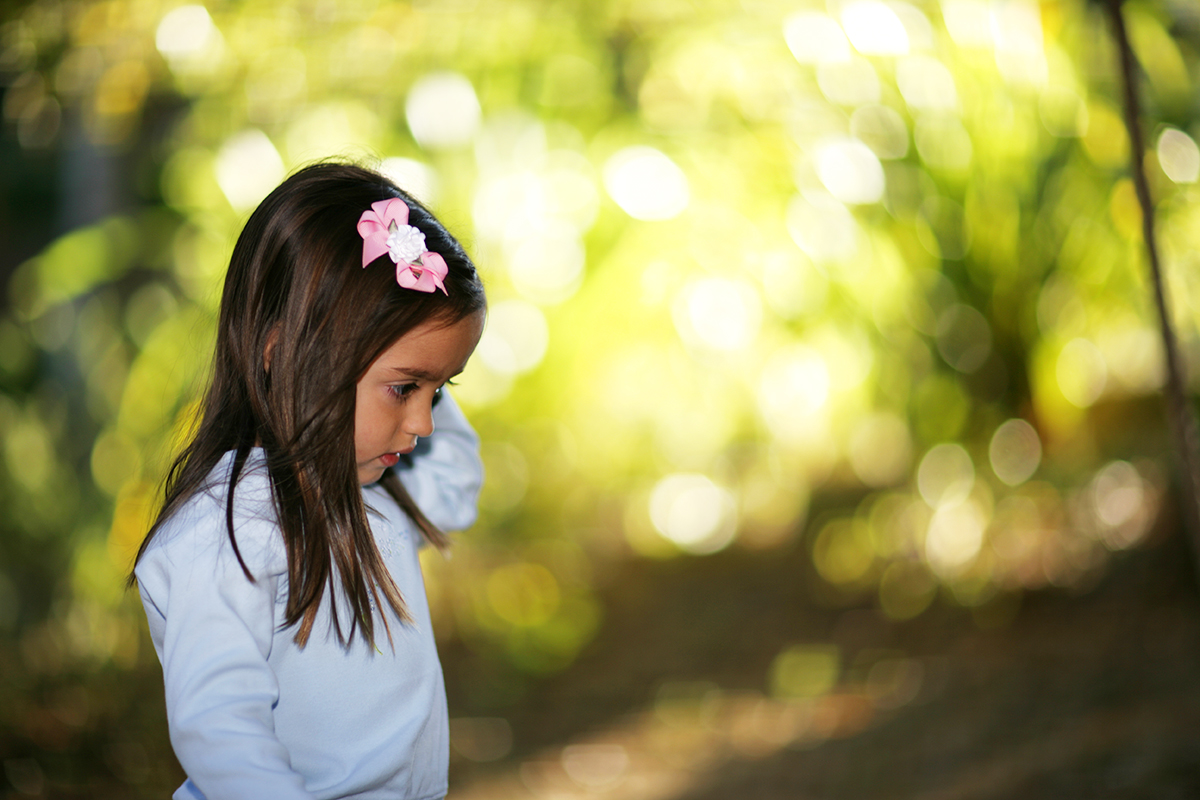
Esempio di bokeh ottenuto con un obiettivo di lunghezza focale 85 mm e rapporto focale ƒ/1.2. L'impiego di obiettivi dotati di un basso rapporto focale, combinato con l'oculata scelta dei toni cromatici dei piani fuori fuoco, della maggiore o minore sfocatura e della gradualità con cui questa si presenta, permette al fotografo di realizzare un effetto "sfocato".

Bokeh (pronunciato /boˈkɛ/ o /ˈbɔke/, in inglese /bɒˈkɛ/ o talvolta /ˈboʊkə/), a volte chiamato sfocato o effetto sfocato, è un termine del gergo fotografico che indica le zone contenute nei piani fuori fuoco di un'immagine fotografica e la qualità estetica della sfocatura; per estensione, si riferisce anche alla tecnica che permette di ottenere un effetto "sfocato" delle parti non in primo piano dell'immagine, tramite un utilizzo creativo delle proprietà ottiche degli obiettivi.
A partire dalla metà degli anni novanta, si è affiancato all'uso terminologico tradizionale di espressioni come «contributo delle aree fuori fuoco» o «resa dello sfocato».

## Origine del termine
Mike Johnston, curatore editoriale della rivista statunitense Photo Techniques, introdusse la grafia bokeh nel 1997 per suggerire ai lettori anglofoni la corretta pronuncia del termine giapponese "sfocatura" (ボケ?, boke), che era in uso dall'anno precedente. Johnston modificò la scrittura per suggerire la pronuncia corretta agli anglofoni, spiegando che si pronuncerebbe correttamente con bo «come in bone» e «ke come in Kenneth», con accenti uguali su entrambe le sillabe. In quel periodo le ortografie bokeh e boke erano entrambe in uso.
Alla diffusione del vocabolo contribuì anche il saggio How to photograph buildings and interiors di Gerry Kopelow, pubblicato nel 1998.

## Storia del bokeh e dello sfocato nell'arte e nella fotografia
Fino all'era della fotografia digitale, il bokeh non era un concetto di massa.
Osservando la pittura classica e le sue influenze sui primi fotografi, si nota che i pittori classici di solito evitavano le sfocature, sia in primo piano che sullo sfondo. Si dipingevano i soggetti su uno sfondo semplice, o su uno molto "occupato" da oggetti che aiutavano a contestualizzare l'immagine; agli albori della fotografia, anche questo era il modo in cui le persone venivano fotografate.
Con l'evoluzione della fotografia, lo sfocato ha a sua volta iniziato a influenzare la pittura moderna. Anche Hollywood e il cinema hanno avuto un'influenza; negli anni '40 e '50 c'erano ancora registi che cercavano soluzioni di ogni tipo per cercare di mettere a fuoco dal primo piano allo sfondo in ogni inquadratura, con un esempio notabile nel deep focus (messa a fuoco profonda) in Quarto potere di Orson Welles; pellicole migliori e luci più luminose avevano portato a progressi che il direttore della fotografia Gregg Toland desiderava sfruttare, consentendo all'occhio dello spettatore di muoversi nel fotogramma e di cogliere ogni minimo dettaglio.
Negli anni '70, il bokeh non era ancora popolare nella fotografia. La prima immagine commerciale ricca di bokeh potrebbe essere rintracciabile nella copertina dell'album dei Pink Floyd del 1972 Obscured by Clouds che, ai tempi, veniva definita "una foto astratta".
È stato nel XXI secolo che si è iniziato a discutere su come utilizzare il bokeh per aggiungere qualità alle immagini, e il bokeh è diventato più di una semplice sfocatura dello sfondo, diventando una forma d'arte. È diventato così importante e apprezzato che persino i produttori di smartphone cercano di integrarlo in maniera digitale nelle loro fotocamere.

## Fondamenti tecnici

### Lo sfocato e la profondità di campo

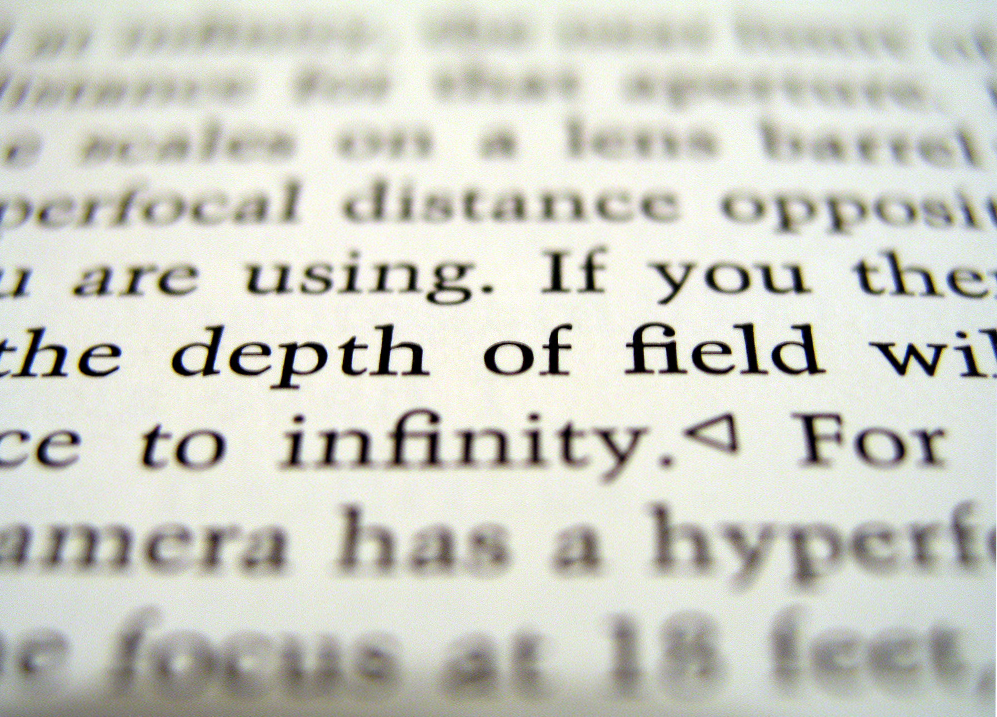
Una scarsa profondità di campo contribuisce a enfatizzare l'effetto "sfocato"

Il concetto di bokeh risulta intrinsecamente legato alla nozione di profondità di campo: mentre il contributo dello sfocato di ciascun obiettivo è caratteristico dello schema ottico e di conseguenza non modificabile dal fotografo, la scelta del valore di apertura e della distanza di messa a fuoco adatti, consentono al fotografo di manipolare la profondità di campo dell'immagine, permettendo così di regolare l'effetto del bokeh.
Con lenti adatte, l'effetto "sfocato" si può ottenere ricorrendo a un basso rapporto focale; le ottiche migliori per esaltare il bokeh, in virtù delle loro proprietà fisiche, sono i teleobiettivi e gli obiettivi per macrofotografia. La resa dello sfocato riveste un'importanza particolare anche per i cosiddetti obiettivi "medio tele", caratterizzati da lunghezze focali comprese tra gli 85 e i 150 mm, che spesso vengono utilizzati per i ritratti: nella ritrattistica fotografica, infatti, si sceglie solitamente un rapporto focale basso, minimizzando la profondità di campo al fine di creare un piacevole effetto "sfocato" dello sfondo che permetta di far risaltare maggiormente il soggetto principale.

### Lo sfocato digitale
L'effetto bokeh può essere ottenuto partendo da una immagine digitale anche usando uno dei tanti software di fotoritocco per personal computer o smartphone, per alterare la nitidezza delle zone specificate dall'utente per mezzo di un filtro digitale.
Dal punto di vista matematico, la sfocatura di una fotografia può essere descritta come la convoluzione dell'immagine a fuoco con la forma del diaframma. Tale proprietà viene sfruttata dai software di ritocco fotografico per realizzare bokeh "simulati"; ciò comporta che alla resa dell'effetto può contribuire in modo sensibile anche la tecnologia del diaframma dell'obiettivo utilizzato. Infatti, se si utilizza un obiettivo per fotocamera dotato di diaframma meccanico, il numero di lamelle di cui è composto influisce sulla resa dei punti di luce nelle zone fuori fuoco.

## Galleria d'immagini

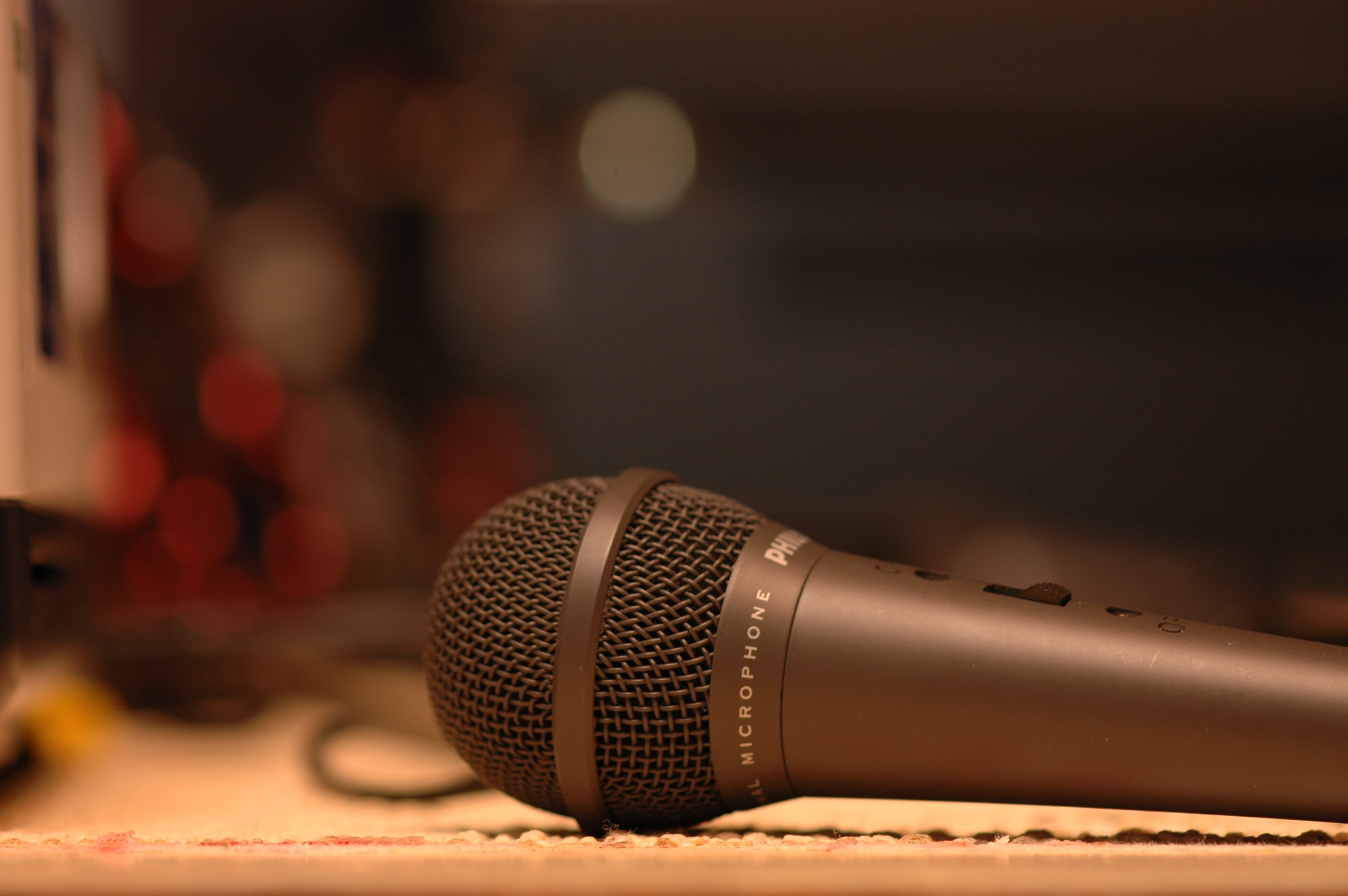
Esempio di bokeh (lunghezza focale: 105 mm; rapporto focale: f/3)
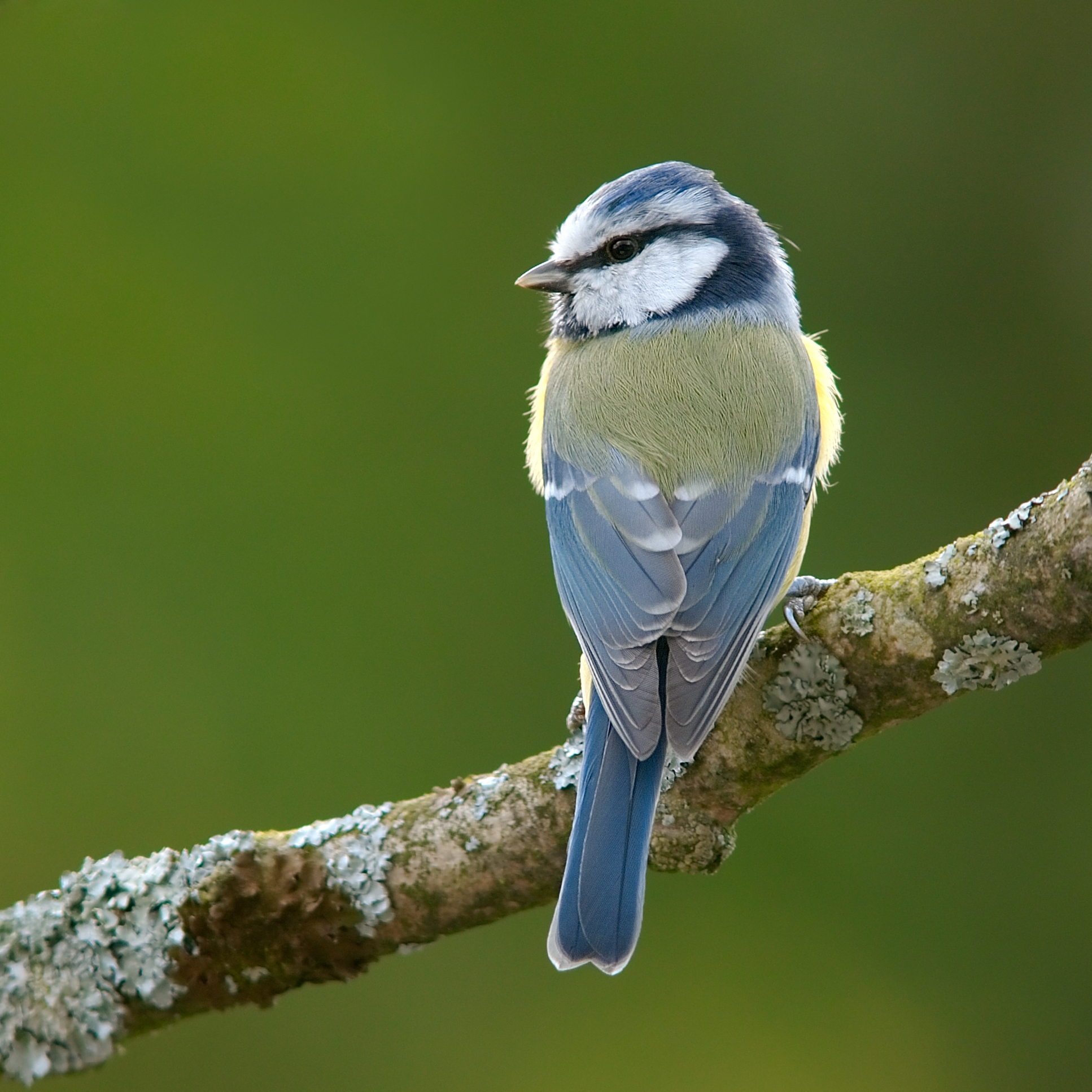
Esempio di bokeh (lunghezza focale: 300 mm; rapporto focale: f/5,6)
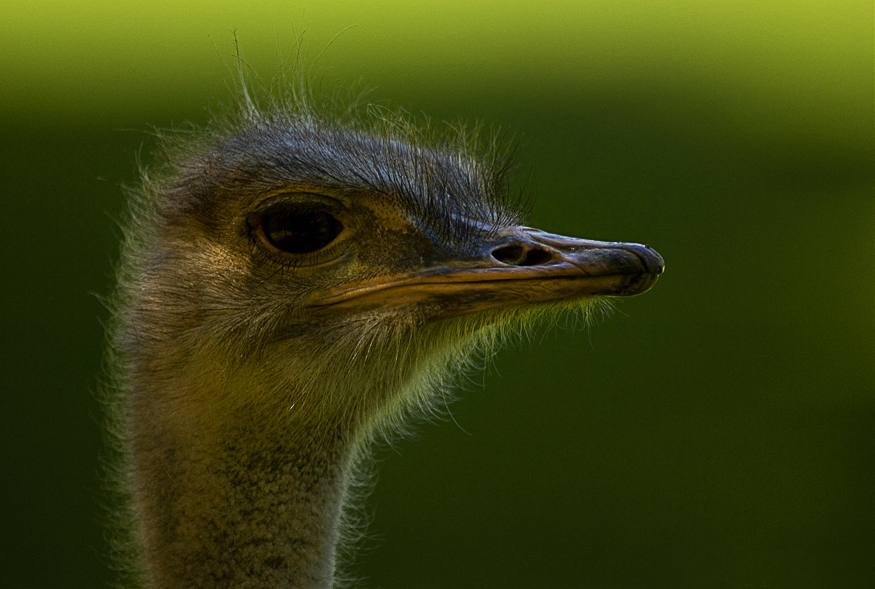
Esempio di bokeh (lunghezza focale: 400 mm; rapporto focale: f/4)
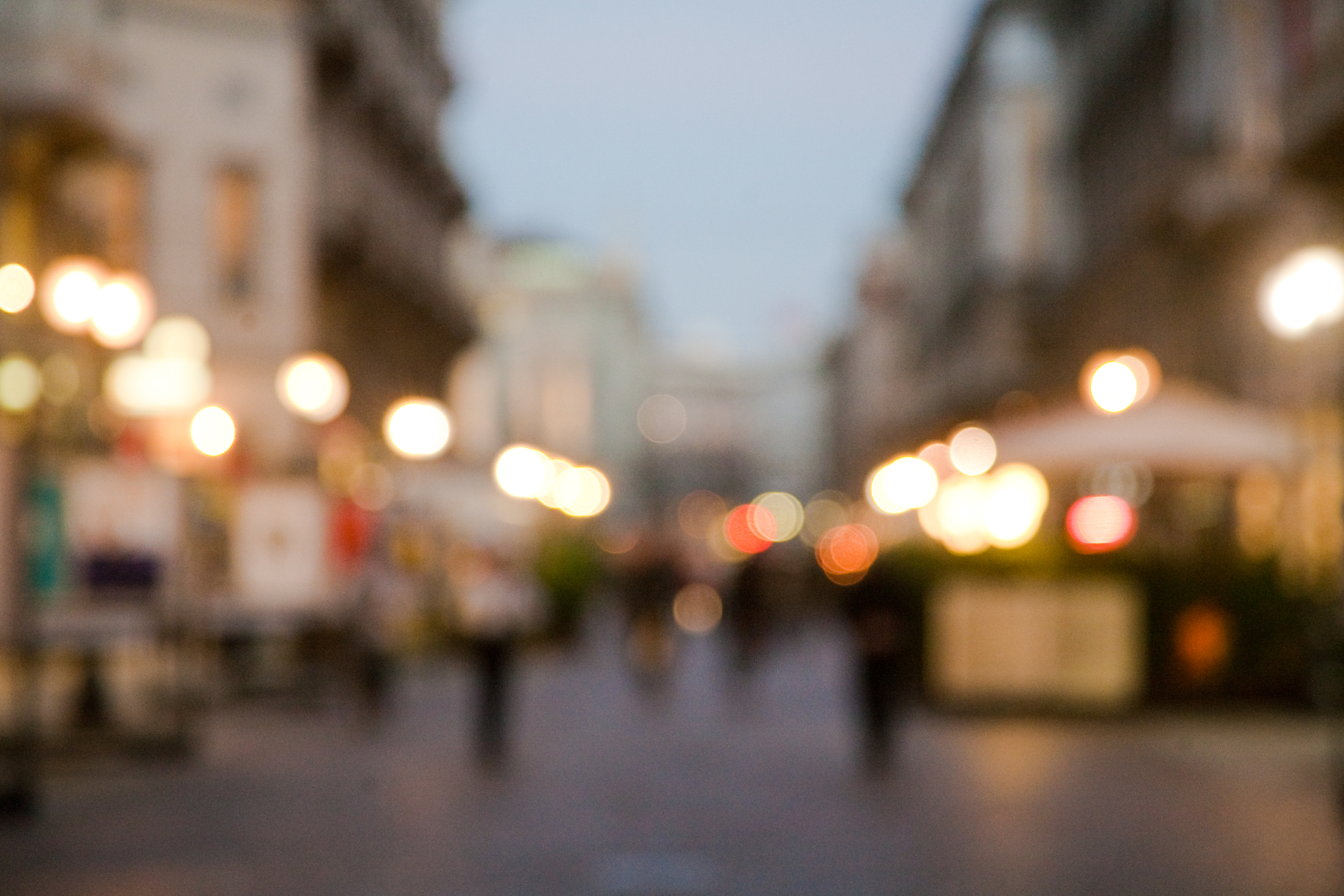
Esempio di bokeh (lunghezza focale: 105 mm; rapporto focale: f/4)
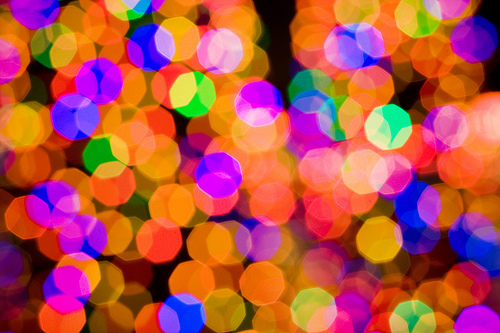
Esempio di bokeh (lunghezza focale: 85 mm; rapporto focale: f/1,8)
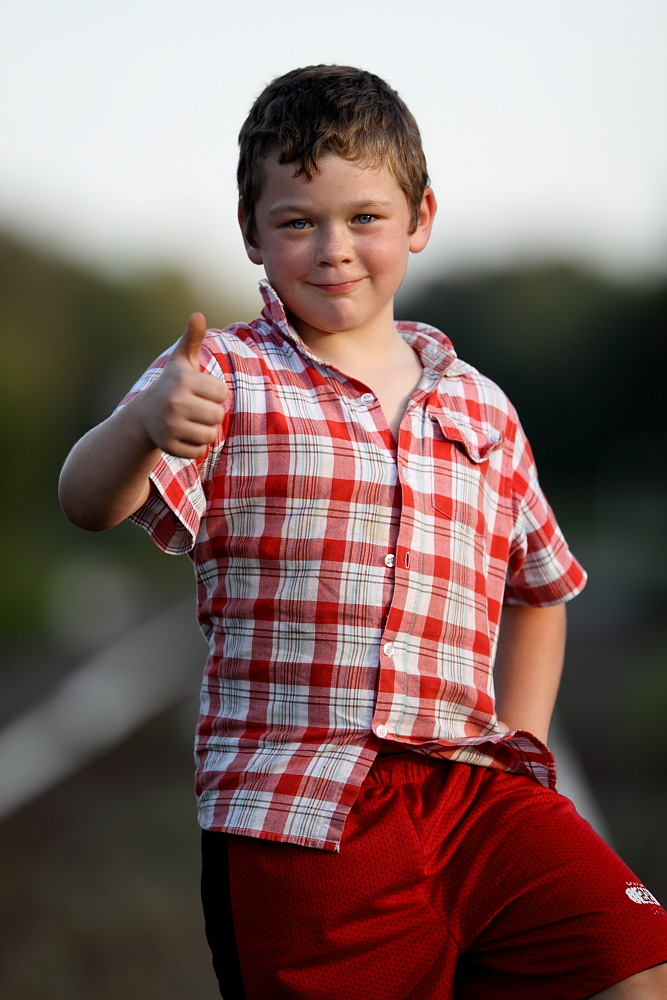
Esempio di bokeh (lunghezza focale: 200 mm; rapporto focale: f/2)
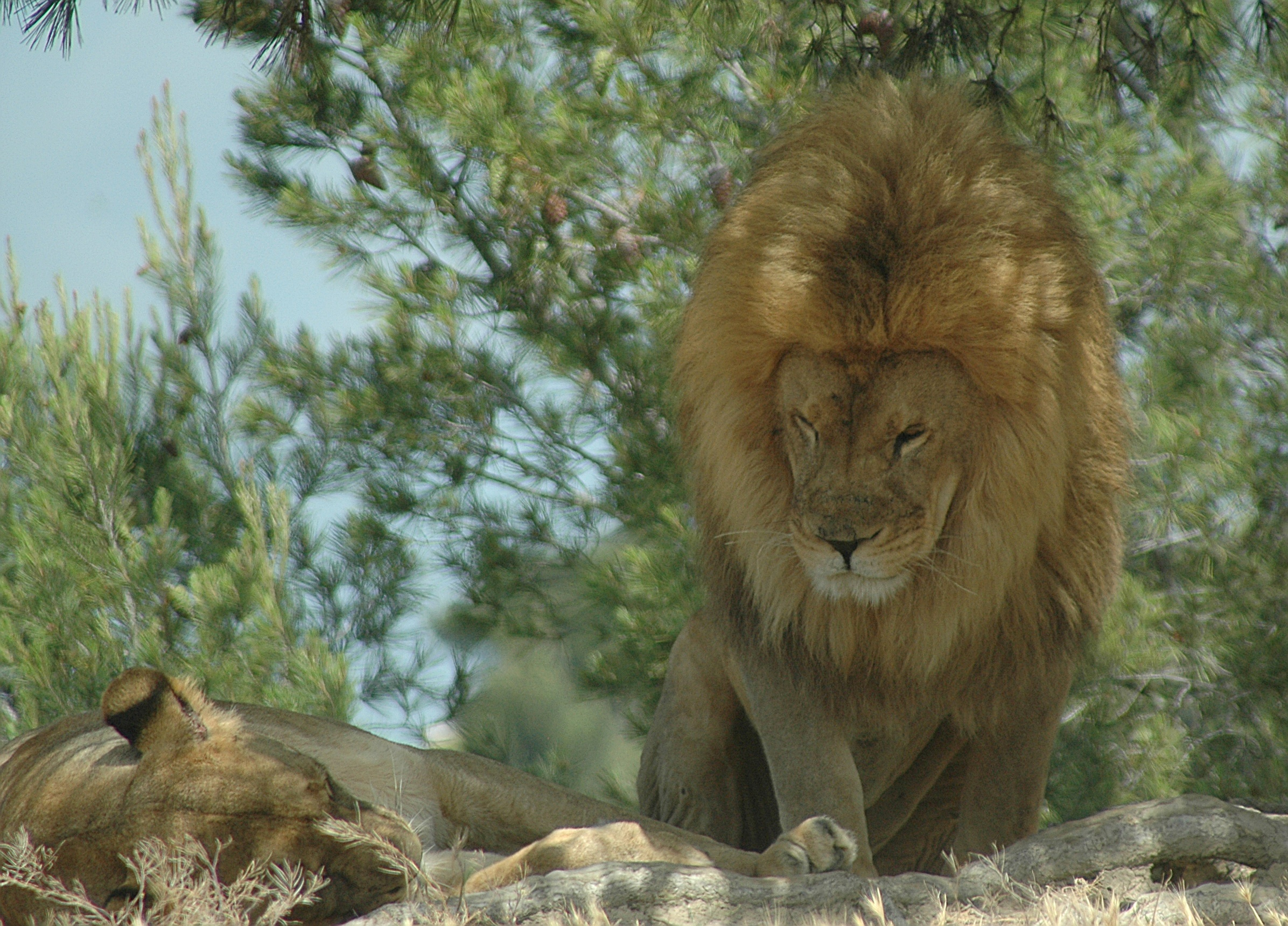
Esempio di bokeh di qualità non ottimale
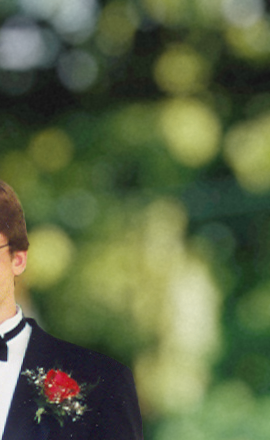
Esempio di bokeh "simulato", realizzato tramite un software di ritocco fotografico
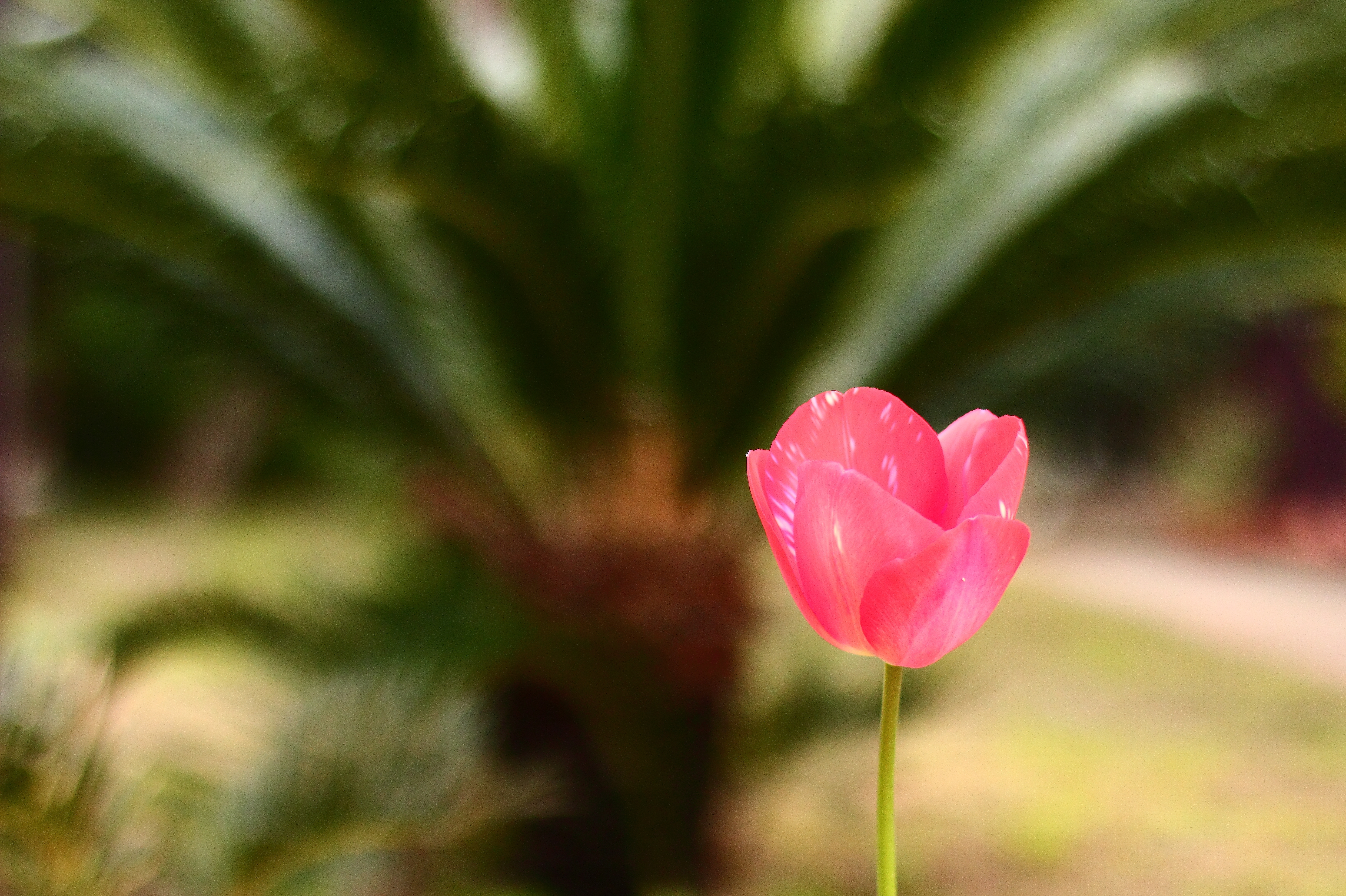
Esempio di bokeh (lunghezza focale: 50 mm; rapporto focale: f/2)